# Pianta annuale

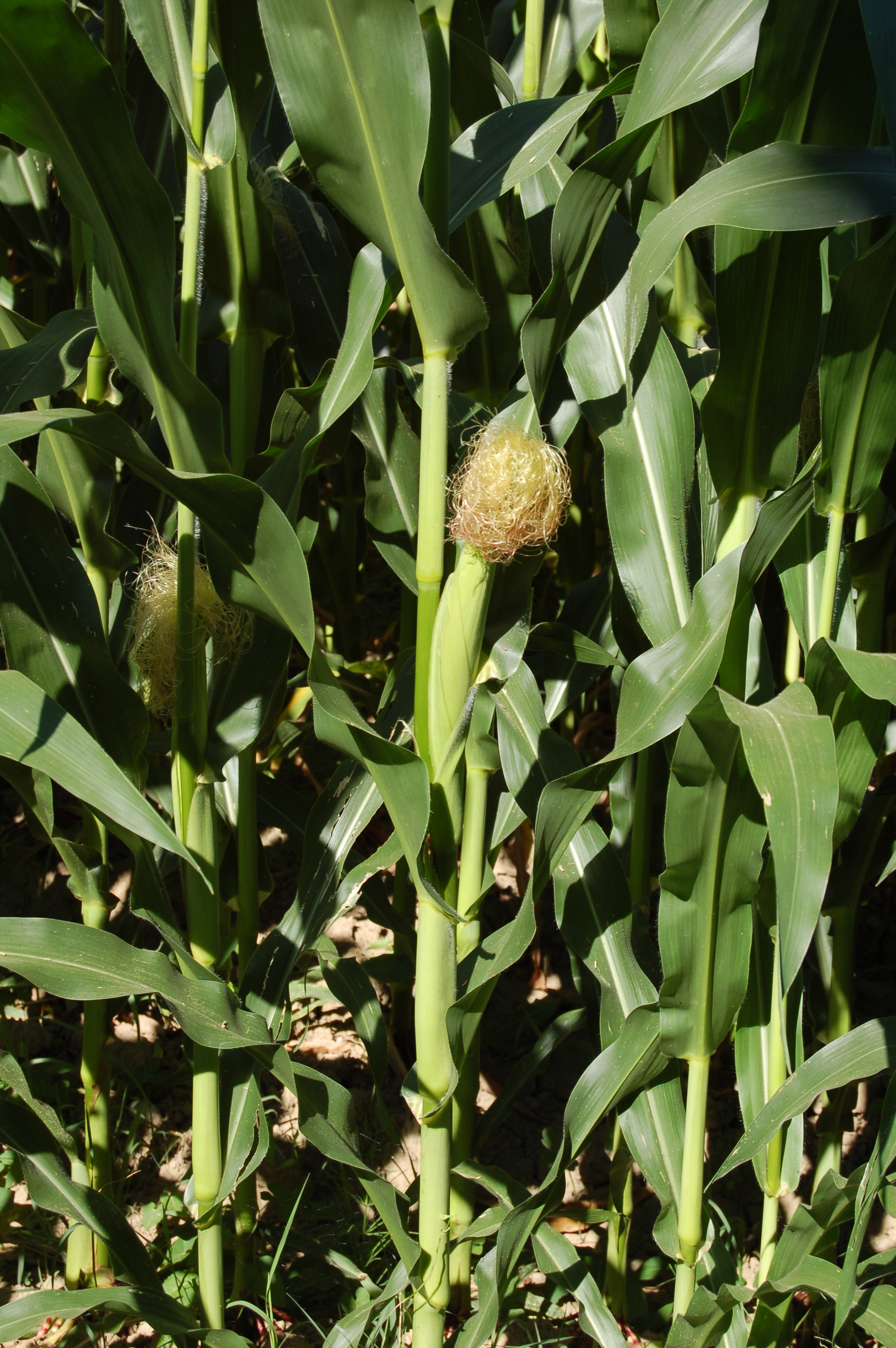
Il granturco, tipica pianta annuale

Una pianta annuale (o annua) è un esemplare vegetale che compie il proprio ciclo vitale in un anno.

## Descrizione
Le piante annuali dedicano l'ultimo periodo della loro vita a garantire la moltiplicazione della specie tramite la produzione di semi di piccola o media grandezza. Nella pratica florovivaistica vengono considerate annuali anche specie, in genere esotiche, che non sopravvivono a condizioni stagionali avverse (es. Pelargonium) oppure che nella stagione vegetativa successiva non garantiscono standard qualitativi sufficienti. Le specie la cui parte aerea nella stagione fredda muore, ma nelle quali la radice o altri organi sotterranei sono in grado in primavera di dare origine nuovamente a tali porzioni della pianta, sono invece considerate perenni.

## Esempi

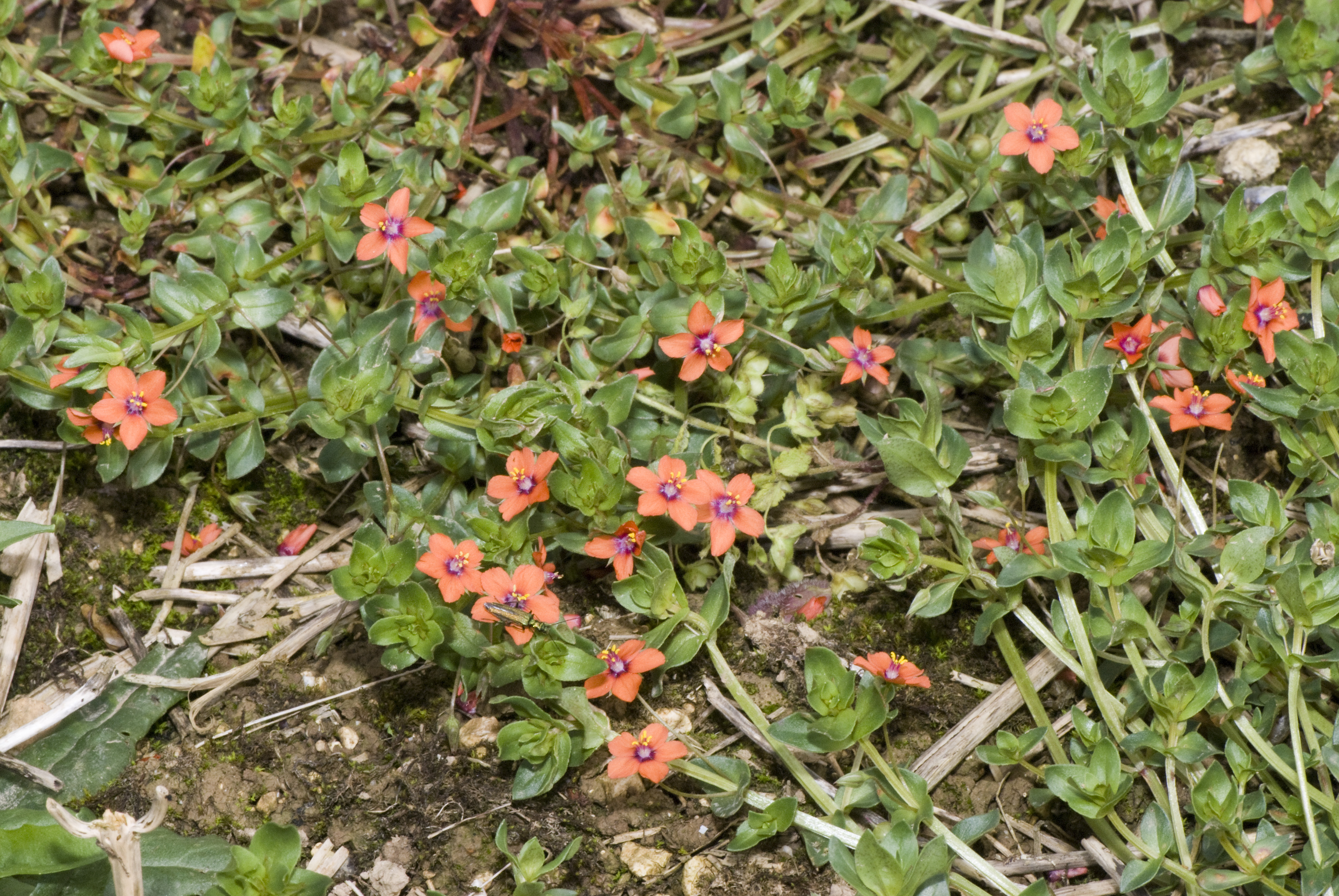
Anagallis arvensis, una pianta annuale spontanea

Esempi di piante annuali sono: Arabetta comune, Arachide, Pisello, Basilico, Canapa, Calceolaria, Helianthus annuus (girasole), Grano (Triticum), Melone, 
Petunia, Zucca, Salsola soda, Riso, Zucchina, Datura.